# Centrophorus westraliensis
Centrophorus westraliensis is een vissensoort uit de familie van de zwelghaaien en snavelhaaien (Centrophoridae). De wetenschappelijke naam van de soort is voor het eerst geldig gepubliceerd in 2008 door White, Ebert & Compagno.